# Irish League Cup 2017-2018
La Irish Football League Cup 2017-2018, denominata BetMcClean.com League Cup per ragioni di sponsorizzazione, è stata la 32ª edizione della competizione che è iniziata il 5 agosto 2017 ed è terminata il 17 febbraio 2018. IL Dungannon Swifts ha vinto il trofeo per la prima volta nella sua storia.

## Primo turno
| 5 agosto 2017           |       |               |
| Dergview                | 4 – 0 | Annagh Utd    |
| Harland & Wolff Welders | 3 – 0 | Armagh City   |
| Portstewart             | 2 – 3 | Limavady Utd  |
| Sport & Leisure Swifts  | 0 – 1 | Lurgan Celtic |

## Secondo turno
| 29 agosto 2017      |                 |                         |
| Ards                | 5 – 0           | Queen's University      |
| Ballymena Utd       | 3 – 0           | Knockbreda              |
| Carrick Rangers     | 3 – 0           | Dergview                |
| Cliftonville        | 4 – 0           | Banbridge Town          |
| Crusaders           | 2 – 1           | Dundela                 |
| Glenavon            | 5 – 1           | Donegal Celtic          |
| Institute           | 1 – 1 (8-9 dtr) | Moyola Park             |
| Coleraine           | 4 – 1           | Larne                   |
| Limavady Utd        | 0 – 1           | PSNI                    |
| Linfield            | 6 – 0           | Lisburn Distillery      |
| Loughgall           | 0 – 1 (dts)     | Glentoran               |
| Ballyclare Comrades | 2 – 0           | Newington Youth         |
| Newry City          | 0 – 4           | Dungannon Swifts        |
| Portadown           | 3 – 2           | Harland & Wolff Welders |
| Warrenpoint Town    | 4 – 1           | Lurgan Celtic           |
| Ballinamallard Utd  | 0 – 0 (8-7 dtr) | Tobermore United        |

## Terzo turno
| 3 ottobre 2017      |       |                  |
| Ballinamallard Utd  | 0 – 3 | Linfield         |
| Ballyclare Comrades | 1 – 0 | Institute        |
| Cliftonville        | 7 – 0 | PSNI             |
| 10 ottobre 2017     |       |                  |
| Ballymena Utd       | 2 – 0 | Portadown        |
| Glentoran           | 0 – 1 | Carrick Rangers  |
| Warrenpoint Town    | 0 – 1 | Dungannon Swifts |
| 17 ottobre 2017     |       |                  |
| Ards                | 4 – 0 | Glenavon         |
| Crusaders           | 3 – 2 | Coleraine        |

## Quarti di finale
| 15 novembre 2017 |             |                     |
| Ballymena Utd    | 3 – 2 (dts) | Ards                |
| Carrick Rangers  | 0 – 1       | Cliftonville        |
| Crusaders        | 2 – 0       | Linfield            |
| Dungannon Swifts | 2 – 1       | Ballyclare Comrades |

## Semifinali
| 30 gennaio 2018  |             |              |
| Dungannon Swifts | 2 - 1 (dts) | Crusaders    |
| 10 febbraio 2018 |             |              |
| Ballymena Utd    | 3 - 1       | Cliftonville |

## Finale
| Arbitro: | Marshall |

|           |           |                          |
| Owens 17’ | Marcatori | 11’, 37’ Mayse 55’ Burke |